# Mura di Bologna
Le mura di Bologna cingevano la città fino all'inizio del XX secolo, quando furono quasi completamente demolite per far posto agli attuali viali di circonvallazione. Edificate in tre cerchie successive a partire dal III secolo, ne rimangono visibili significativi tratti nella zona del centro storico, a cui spesso i bolognesi fanno riferimento con l'espressione Bologna entro le mura.

## Fortificazioni arcaiche
Si ritiene siano stati per primi gli Etruschi a costruire delle fortificazioni a protezione della città. Scavi archeologici condotti nell'attuale piazza Azzarita nel 1996 hanno rivelato l'esistenza già nell'VIII secolo a.C. di una palizzata ad andamento est-ovest, con galleria coperta e camminamento superiore. La struttura difensiva era probabilmente fornita di torrioni lignei ed era circondata da tre fossati.
Molto probabilmente anche la Bononia romana disponeva di un sistema difensivo fatto di terrapieni, canali e fossati, quali il torrente Aposa a est e il rio Vallescura a ovest (eliminato in gran parte nel I secolo a.C. in quanto costituiva un intralcio allo sviluppo urbanistico cittadino). È presumibile che siano stati costruiti sistemi difensivi più avanzati a difesa di Bononia, ma ad oggi non è emersa alcuna traccia archeologica che lo dimostri.

## La prima cinta: laCerchia di Selenite
Le mura più antiche di cui oggi rimangono resti visibili sono quelle della cosiddetta "cerchia di selenite", costruite in seguito alle invasioni barbariche, in corrispondenza del tramonto dell'Impero Romano d'Occidente e scoperte solo negli anni venti.

Questa cinta era costituita da blocchi di selenite, un minerale gessoso molto comune sulle colline bolognesi e in tutta la zona della cosiddetta vena del gesso romagnola. La muraglia, sorta utilizzando in gran parte blocchi di reimpiego provenienti da edifici romani, misurava 7-8 metri in altezza e 2 di spessore. La cinta aveva una forma quadrangolare allungata, presumibilmente con avancorpi a sud ovest, in corrispondenza del teatro romano (che rimaneva all'interno) e a nord est, all'altezza della piazzetta San Simone. La porzione della città protetta dalle mura aveva dimensioni molto più piccole del centro storico attuale, ma anche della città romana, cingendo solo una ventina di ettari compresi approssimativamente tra via Farini a sud, via Manzoni a nord, via Val d'Àposa a ovest, mentre a est seguiva parallelamente il corso orientale del torrente Aposa (parallelo a via Oberdan). Si parla infatti di "città ritratta": rimasero esclusi i quartieri più poveri dell'antico abitato romano a nord e a ovest che, rimasti disabitati e abbandonati a loro stessi, finirono per guadagnarsi l'appellativo di civitas antiqua rupta.
Al termine della costruzione della cinta, la città fu divisa dai bizantini in 12 settori, detti horae, in quanto ad ogni ora del giorno e della notte agli abitanti del settore di turno era affidata la difesa della città.
Non è possibile dare una datazione precisa della costruzione, e al riguardo sono state formulate numerose ipotesi:
- lo scopritore Angelo Finelli le datò all'inizio del V secolo;[6][7]
- lo storico Albano Sorbelli le attribuì ai Longobardi dopo la loro conquista della città nel 727;[6]
- la storica Gina Fasoli ipotizzò che fossero state realizzate da Teodorico tra la fine del V e l'inizio del VI secolo;[6][8]
- l'architetto Franco Bergonzoni le retrodata alla tarda età imperiale (seconda metà del III secolo);[6][9]
- Antonio Ivan Pini le attribuisce ai Bizantini, ovvero fra il 569 e il 727 (forse nel 641);[6][10]
- altri le correlano con le incursioni ungare del X secolo;[6]
- recenti studi le attesterebbero fra la fine del IV e inizio del V secolo, riprendendo le osservazioni di Finelli e la notizia riportata dallo storico bizantino Zosimo, secondo cui Bononia avrebbe resistito all'assedio di Alarico I nel 402[11] e quindi, con ogni probabilità, era dotata di un sistema difensivo efficiente.

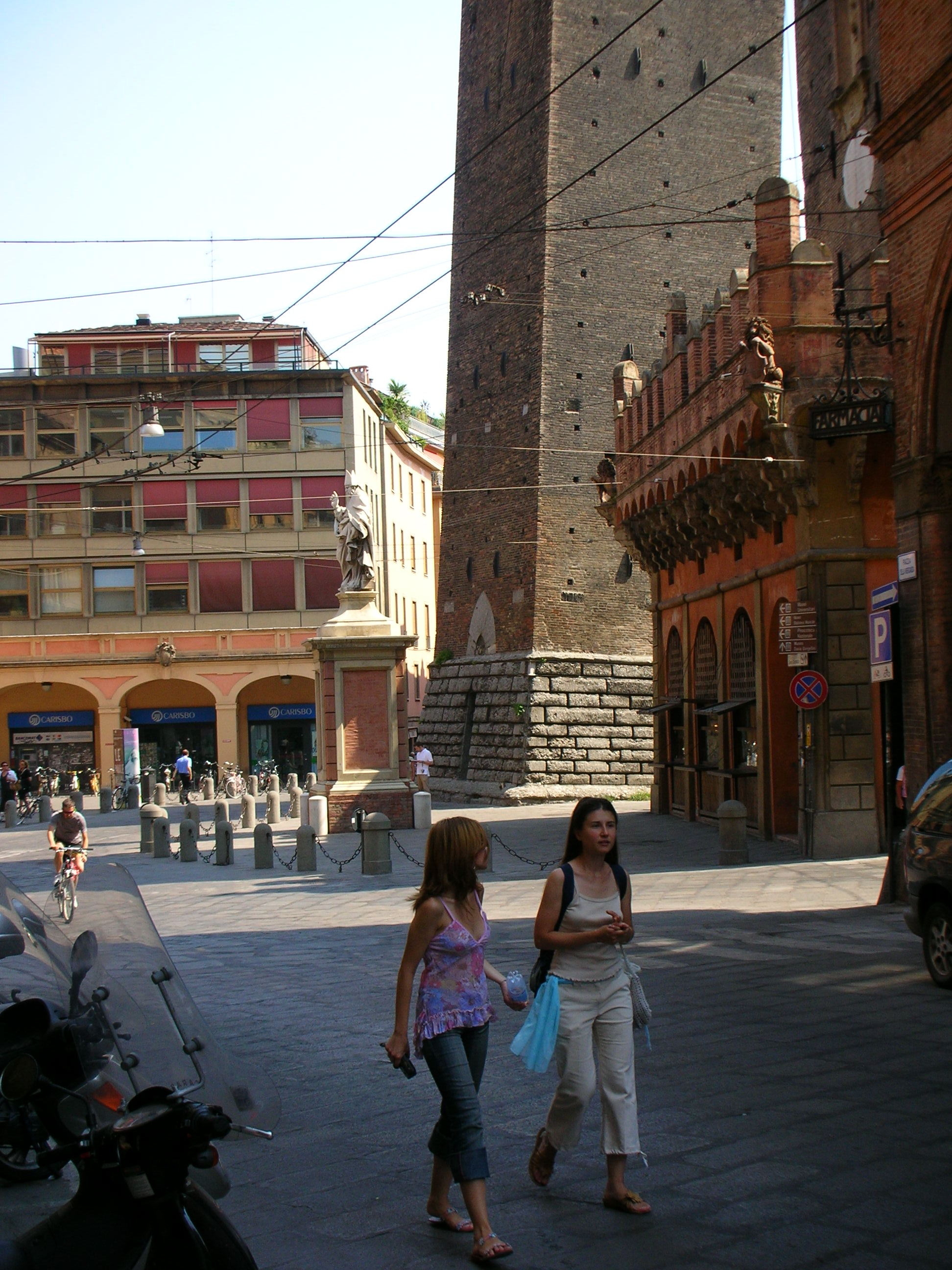
Piazza di Porta Ravegnana

Vi erano inizialmente aperte quattro porte, disposte lungo il cardo massimo e il decumano massimo della città:
- Porta Ravegnana o Porta Ravennate, così chiamata in quanto posta sulla via San Vitale, in direzione Ravenna
- Porta di San Procolo o Porta Procola, aperta sull'attuale via d'Azeglio, nei pressi della chiesa di San Procolo.
- Porta Stiera o Porta di San Sotero, posta sulla via Emilia o, secondo un'altra ipotesi, su via Marsala in direzione di Modena
- Porta di San Cassiano, in seguito rinominata Porta Piera o Porta di San Pietro in quanto vicina alla Cattedrale di San Pietro

A queste ne vennero aggiunte in seguito altre tre:
- Porta Nova di Castiglione
- Porta Nova, poi probabilmente inglobata nella Torre Lapi
- Porta di Castello, che dava accesso alla rocca imperiale

I blocchi di selenite furono in larga parte reimpiegati per la costruzione di abitazioni, basamenti di torri e di pilastri.
Oggi di questa antica cinta non restano che pochi tratti, uno dei quali è visibile nella Casa Conoscenti in via Manzoni, un altro fu scoperto in via Rizzoli e un altro ancora in via de' Toschi durante gli scavi del 1921.

### Le quattro Croci

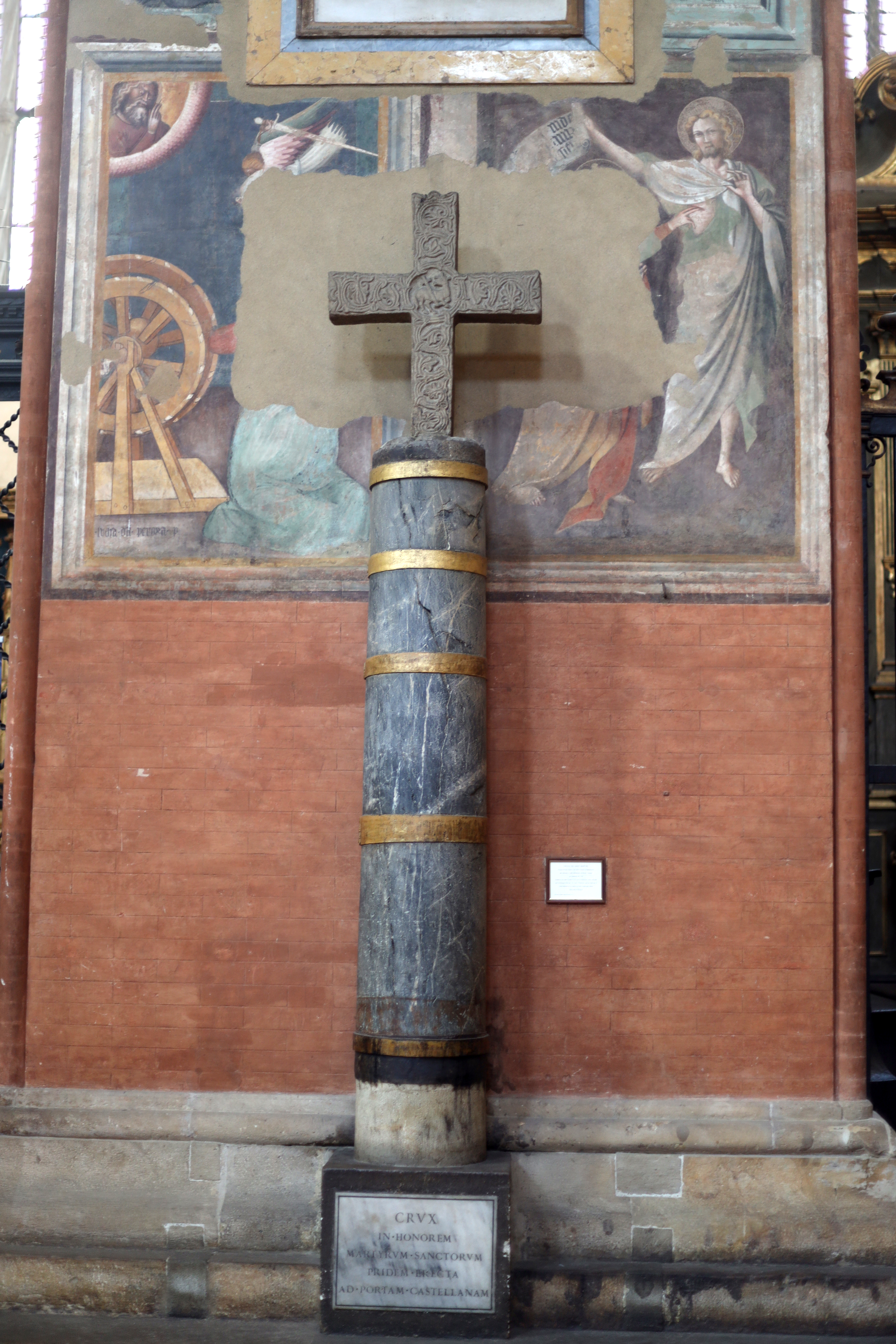
Croce dei Martiri, ora conservata nella basilica di San Petronio

In età tardo-antica e medievale a Bologna erano presenti numerose croci, poste su antiche colonne rovesciate e spesso protette da piccole cappelle, collocate nei punti nevralgici del tessuto urbano, come crocevia, piazze o chiese. Le più antiche paiono essere state collocate tra la fine del IV e il V secolo appena fuori dalla cerchia in selenite, in corrispondenza dei quattro punti cardinali, nei pressi di quattro delle porte della città. Alcune fonti storiche datano questo avvenimento agli anni 392-393 e tradizione vuole che a volerle fu l'allora vescovo di Milano Ambrogio. Un'altra tradizione, forse meno attendibile, fa invece risalire la costruzione alla fine del V secolo per volere dell'allora vescovo di Bologna Petronio. Le croci di pietra vennero rifatte e sostituite più volte, e quelle ora visibili sono tutte datate tra il XII e il XIII secolo; le colonne su cui poggiano sono invece reimpieghi di età romana. Nel medioevo le quattro croci vennero protette da edicole dal tetto piramidale, sorrette da colonne con leoni e grifi stilofori. Rimosse solo nel 1798, oggi sono conservate nella Basilica di San Petronio. Quattro lapidi, poste a cura del Comitato per Bologna storica e artistica nel 1999, ricordano la loro collocazione originaria in città.
I loro nomi sono: 
- Croce dei Santi Apostoli ed Evangelisti, dal 1159 nota anche come Croce di Porta Ravegnana e situata in piazza di Porta Ravegnana, davanti al luogo in cui in seguito sarebbero state erette le due torri.
- Croce delle Sante Vergini, dal X secolo nota anche come Croce di strada Castiglione o di San Damiano o anche dei Casali, situata a sud-est, presso l'incrocio tra le vie Farini e Castiglione.
- Croce di Tutti i Santi, dall'XI secolo nota anche come Croce di Porta Procula o di San Martino, posta a sud-ovest, corrispondente all'antico teatro romano, all'incrocio tra le attuali vie Barberia e Collegio di Spagna.
- Croce dei Santi Martiri, dal XI-XII secolo nota anche come Croce di Porta Stiera o Croce di Porta Castello (essendo prossima ad entrambe le porte) o ancora dei Santi Fabiano e Sebastiano, posta a nord-ovest, più o meno in corrispondenza dell'antico foro commerciale romano.

### L'addizione Longobarda
Risale probabilmente all'VIII secolo, durante la dominazione della città da parte dei Longobardi, la costruzione di un ulteriore tratto di mura, detto appunto "addizione longobarda", addossato al lato est della prima cerchia (senza tuttavia arrivare a comprendere la chiesa di Santo Stefano). Lo sviluppo radiale delle attuali via Zamboni, via San Vitale, Strada Maggiore, via Santo Stefano e via Castiglione, che originavano dalla Porta Ravegnana, fece probabilmente sì che l'insediamento longobardo assumesse una forma semicircolare, con fulcro nell'attuale Piazza di Porta Ravegnana. L'impianto urbanistico ne conserva traccia nell'andamento curvilineo delle vie che ruotano attorno alle due torri sul lato orientale (assente invece nel lato occidentale).

## La seconda cinta: laCerchia del Mille

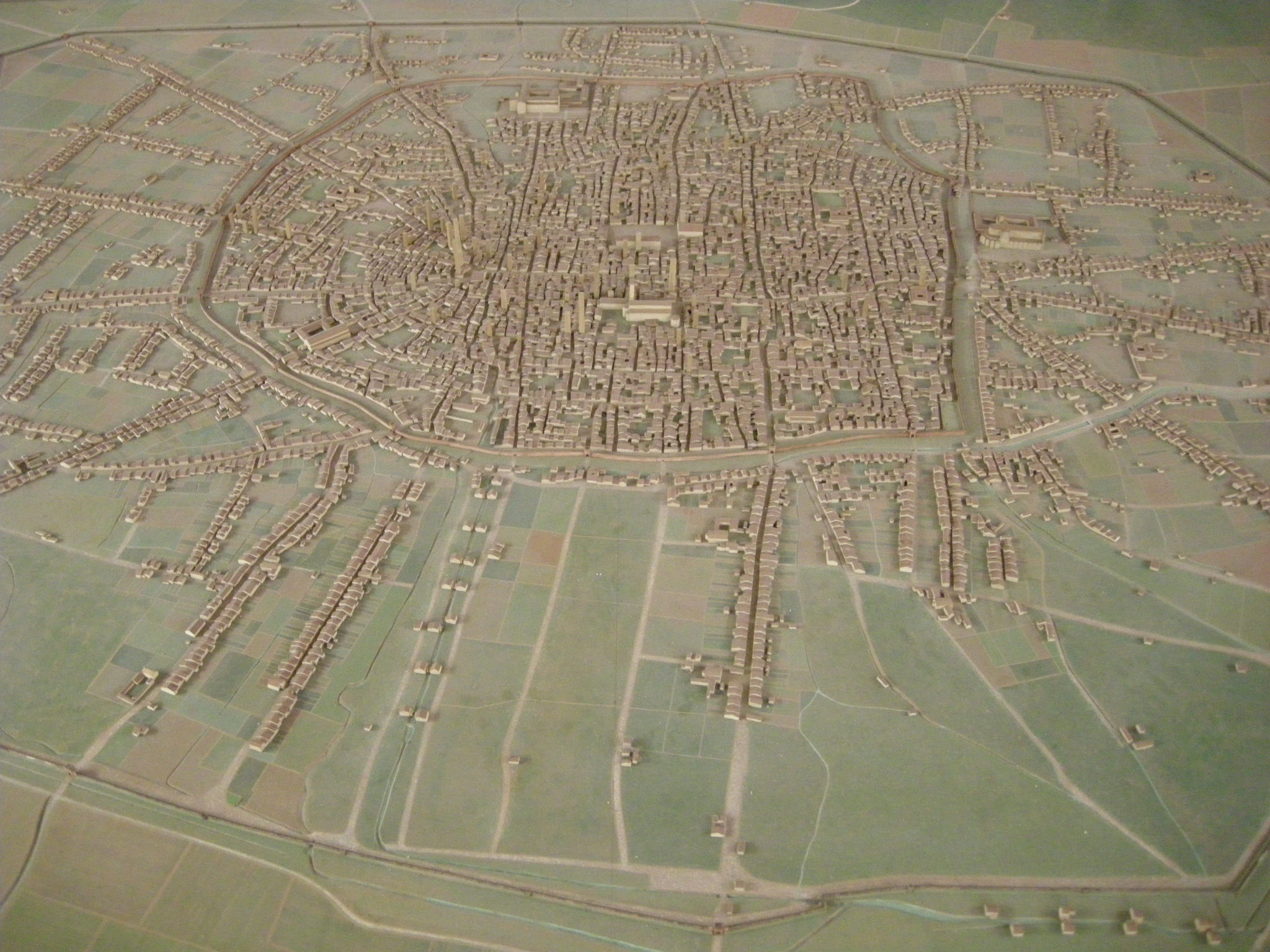
Plastico della città di Bologna nel Duecento, dove si riconosce la "cerchia dei torresotti" (Museo civico medievale)

L'espansione della città e la nascita di nuovi borghi esterni alle mura fecero nascere l'esigenza di costruire una nuova cerchia muraria. Benché si pensasse che la loro costruzione risalisse agli anni tra il 1176 e il 1192 (o il 1208 secondo altre fonti), in corrispondenza del conflitto con Federico Barbarossa, studi recenti ne hanno provato una datazione antecedente che ha riproposto la correttezza dell'antico nome Cerchia del Mille. La semi-distruzione di mura e fossati ordinata nel 1163 dal Barbarossa sarebbe quindi da attribuire, secondo questa tesi, a questa cerchia e non a quella di selenite.
Questa seconda cinta era lunga circa 3,5 km e disponeva di 18 porte, chiamate anche serragli o torresotti, in quanto tutte sormontate da una torre ed oggi tutte ormai abbattute tranne quattro, ancora visibili e inglobate nell'abitato, così come alcune vestigia della cinta stessa, come il tratto in piazza Verdi o quello in via Maggia.
Esse prendevano spesso il nome della strada su cui si aprivano:
- Serraglio di Strada Maggiore, fu demolito nel 1256
- Pusterla del Borgo di San Petronio, detta anche Pusterla di San Petronio Vecchio o anche Pusterla della Paglia, fu demolita nel XIII secolo
- Serraglio di Strada Santo Stefano, detto anche più semplicemente Serraglio di Santo Stefano, fu demolito nel 1256 ed a sua memoria vi è una targa al civico 38 della via omonima
- Torresotto di strada Castiglione, detto anche Voltone di Castiglione, è ancora visibile lungo la via omonima nei pressi del Teatro Duse
- Serraglio di San Procolo, fu demolito nel 1555 ed a sua memoria vi è una targa nella via omonima
- Serraglio o Pusterla di Val d'Aposa, detto forse anche Porta Mariana, si apriva sulla odierna via Tagliapietre e fu demolito nel 1570
- Pusterla di Sant'Agnese, fu demolita nel 1488 ed a sua memoria vi una targa in via Bocca di Lupo, nelle vicinanze del punto in cui la porta si apriva
- Serraglio del Borgo di Saragozza, detto anche più semplicemente Serraglio di Saragozza, ve ne sono notizie risalenti al XII secolo, fu demolito nel XVI secolo
- Serraglio di Berberia, fu demolito nel 1257 ed a sua memoria vi è una targa nella via omonima
- Serraglio di Porta Nova, detto anche Voltone di San Francesco o anche Serraglio del Pratello, è ancora in parte visibile allo sbocco della via omonima su piazza Malpighi
- Serraglio di Porta Stiera, si apriva sulle odierne via San Felice e via Ugo Bassi, secondo alcune fonti fu demolito nel XIV secolo, secondo altre nel 1596
- Pusterla del Borgo delle Casse, detta anche Posterla dei Maggi, si apriva nei pressi della odierna via Maggia e fu demolita nel 1547, probabilmente è ad essa che si riferisce la targa situata in via Nazario Sauro
- Serraglio del Poggiale, si apriva tra via Nazario Sauro e via San Carlo ed oggi ne restano alcune fotografie a testimonianza della demolizione avvenuta nel 1943 durante un bombardamento
- Serraglio del Borgo di Galliera, detto anche Serraglio di Porta Galliera, fu demolito nel 1256
- Serraglio di Porta Govese, detto anche Voltone di Piella o Torresotto dei Piella, è ancora visibile appunto tra via Piella e via Bertiera
- Serraglio di San Martino dell'Aposa, fu demolito nel 1841
- Serraglio di Strada San Donato, detto anche più semplicemente Serraglio di San Donato, fu demolito nel 1257 ed è molto probabilmente lo stesso a cui si riferiscono alcune notizie riguardo ad un serraglio in Borgo San Giacomo situato nei pressi della via che dà il nome alla porta
- Serraglio di strada San Vitale, detto anche Voltone di San Vitale o "Torresotto di San Vitale", è ancora visibile lungo la via omonima dove si apre piazza Aldrovandi

Porte della seconda cerchia ancora esistenti
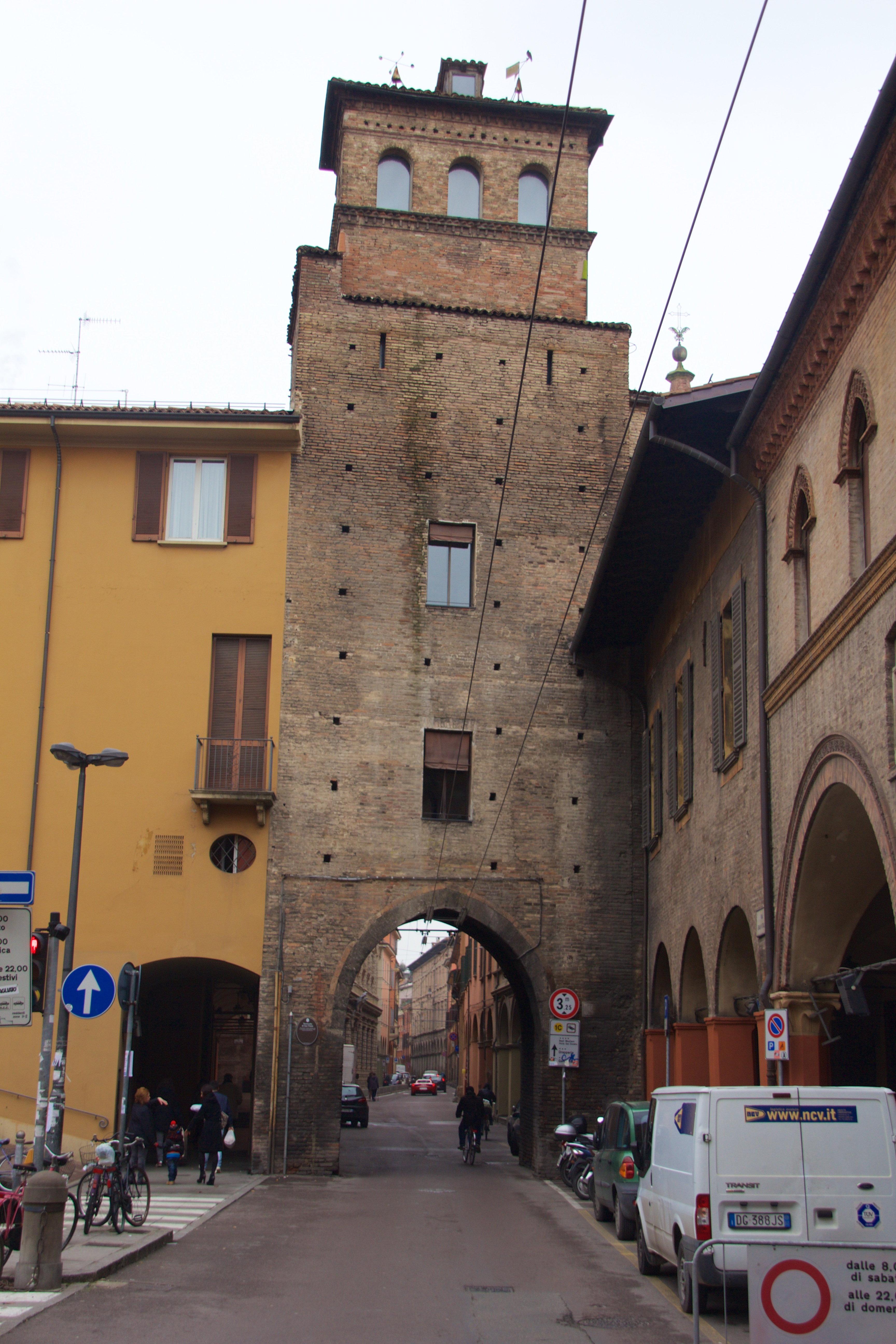
Il Torresotto di San Vitale
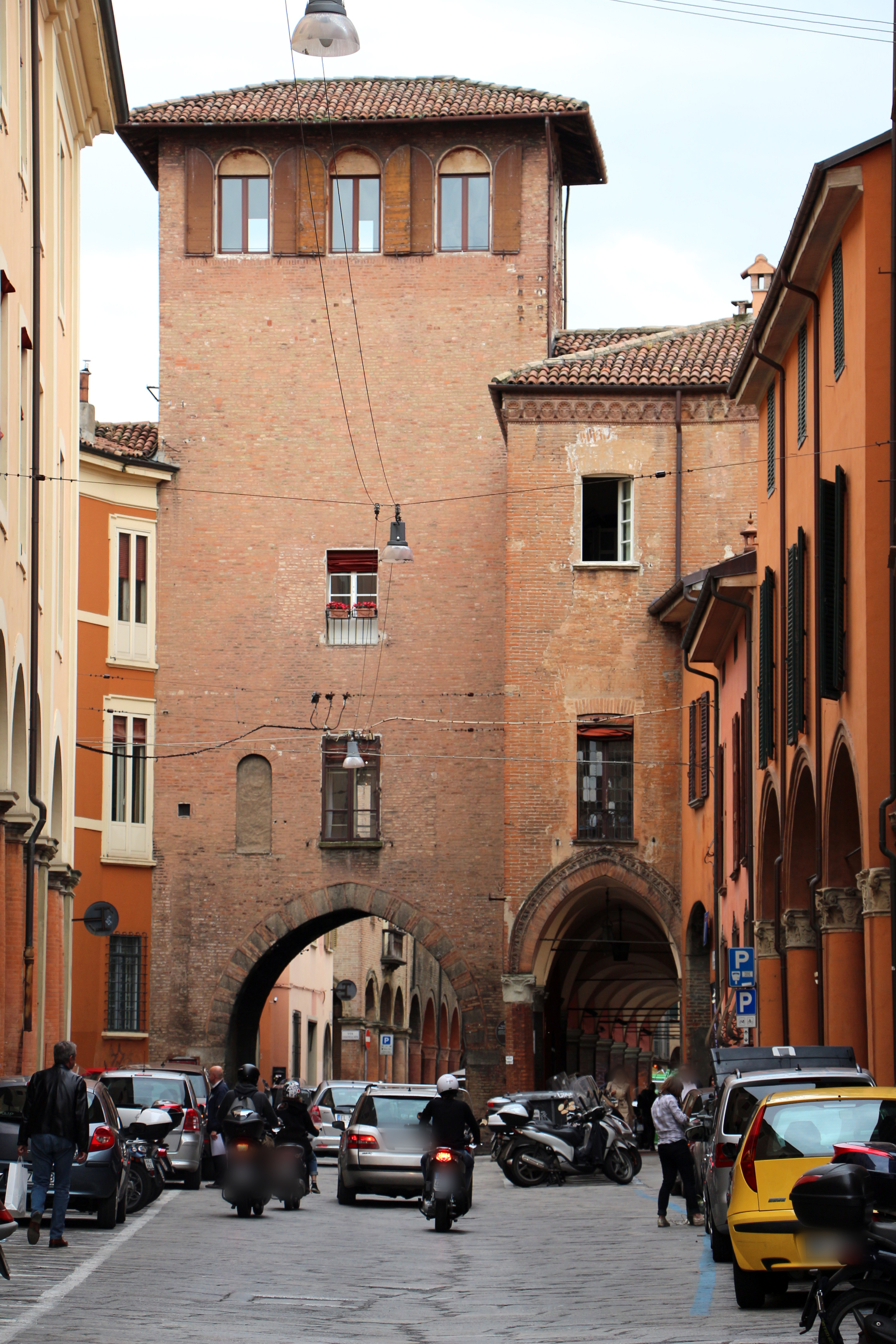
Il Torresotto di via Castiglione
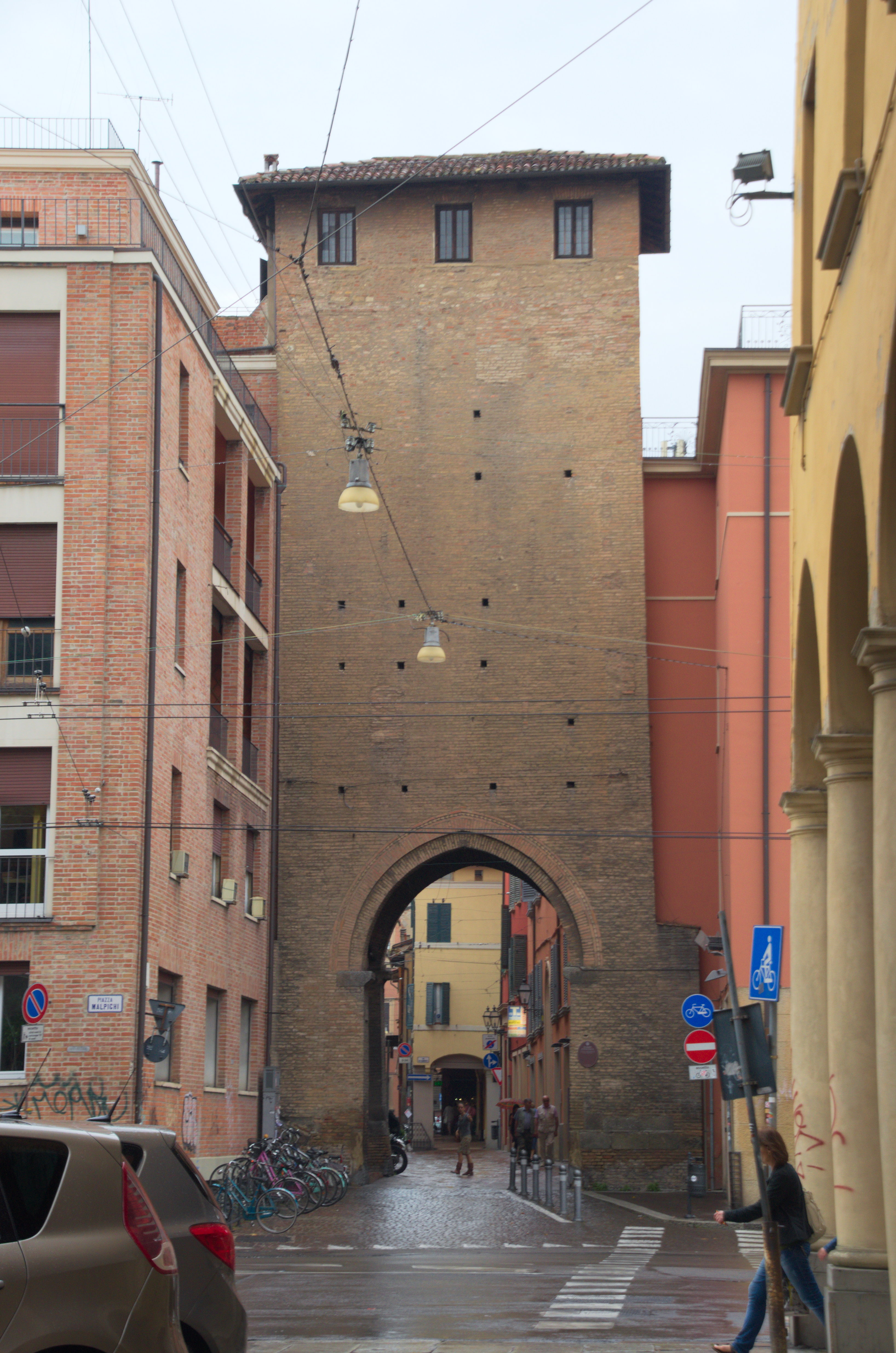
Il Torresotto di Porta Nova
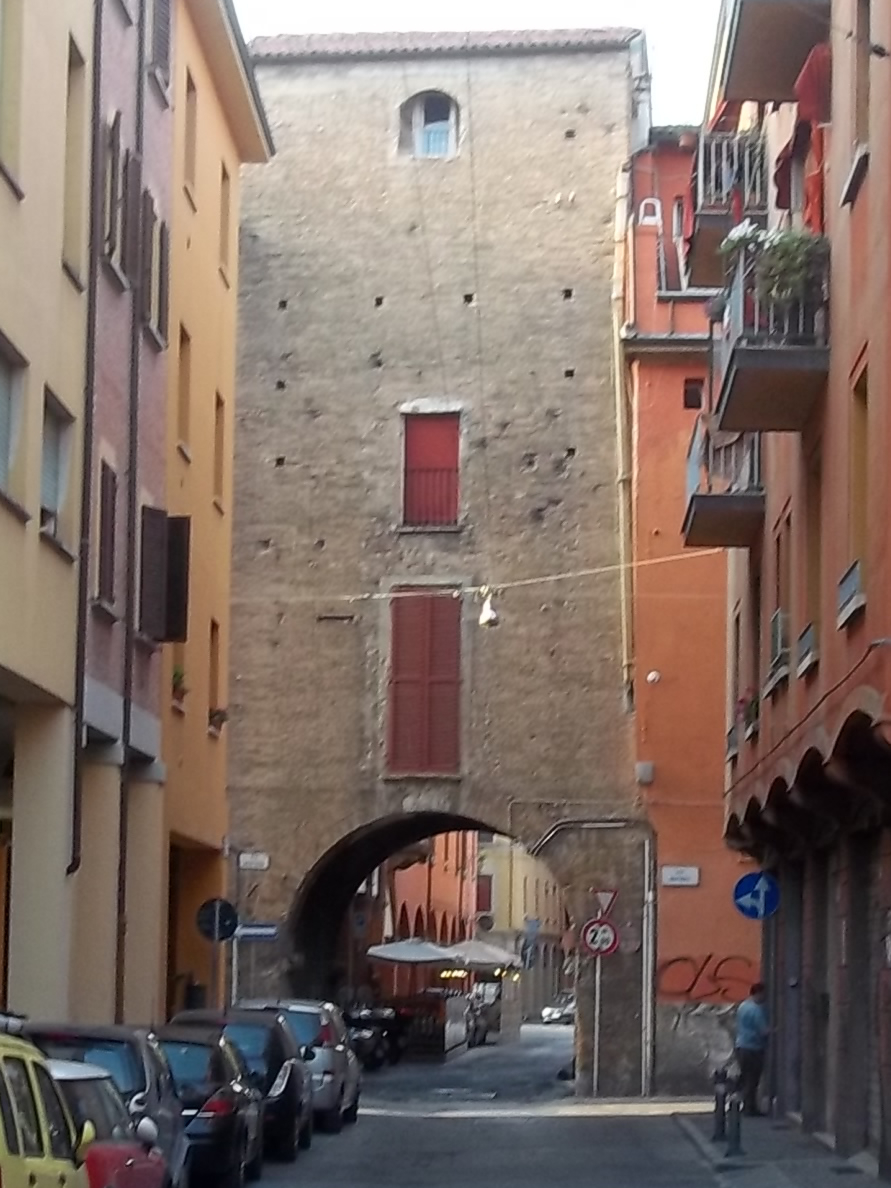
Il Torresotto di Porta Govese

## La terza cinta: laCircla

Porte della città di Bologna.

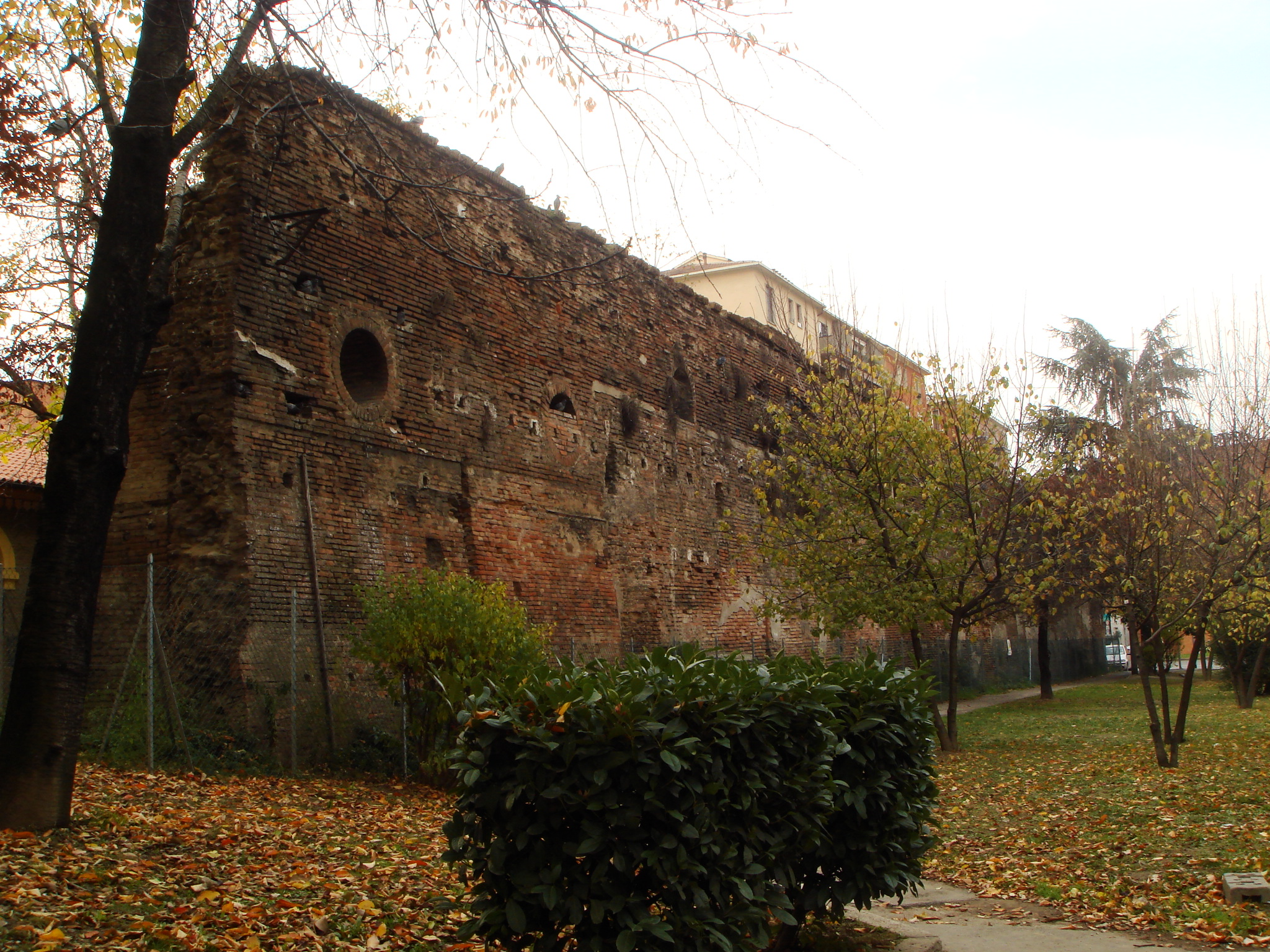
Un tratto delle mura della terza cerchia presso porta Lame

L'ultima cerchia, di forma poligonale e detta cresta o circla ("cerchia"), corrispondeva come perimetro agli attuali viali di circonvallazione, racchiudendo quindi interamente la Cerchia del Mille. La sua costruzione è databile agli inizi del XIII secolo, quando la città cominciò ad organizzarsi in quartieri annettendo i borghi esterni. Inizialmente progettata nel 1226 come palizzata di legno, solo nel 1327 ne fu iniziata la realizzazione in mattone, terminata nel 1390 ed eseguita secondo l'antica tecnica della muratura a sacco, ossia preparando due muri di mattoni paralleli e distanti tra loro circa un metro, al cui interno veniva riversato un misto di ciottoli, laterizio e sabbia. Questa architettura è ancora perfettamente visibile nei tratti di mura rimasti in piedi, nonché nelle porte superstiti.
La terza cinta si estendeva per circa 7,6 km e disponeva poi di dodici porte munite di ponte levatoio per scavalcare il fossato esterno, mentre verso l'interno ad esse era addossato un terrapieno (anch'esso in parte ancora visibile) che in alcuni punti si estendeva per oltre 70 metri verso il centro della città.
Le dodici porte erano:

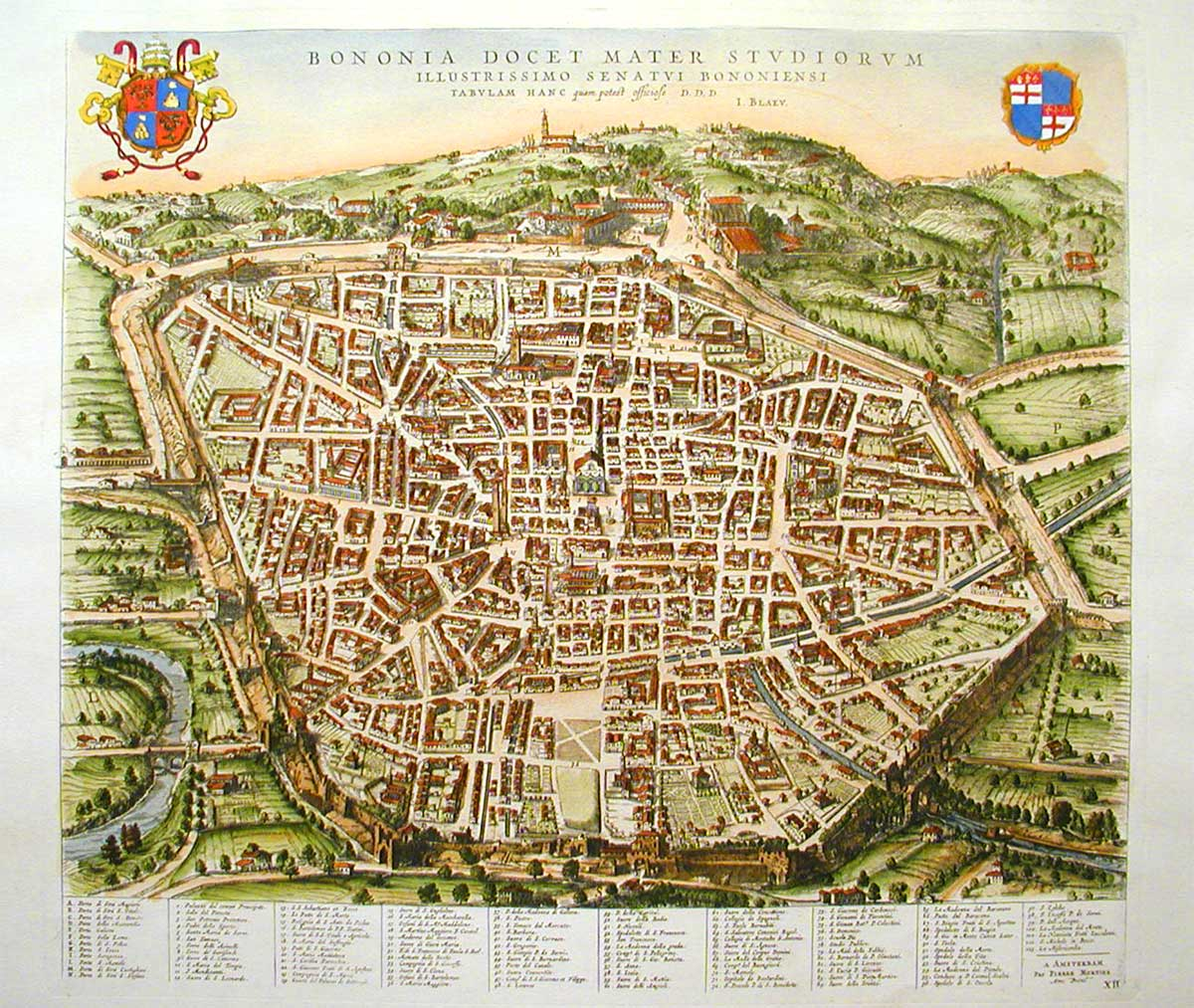
Bologna racchiusa nelle sue mura nella pianta del Blaeu (1640)

- Porta Maggiore, oggi chiamata anche Porta Mazzini dal nome che ivi assume la via Emilia
- Porta Santo Stefano, ricostruita nella forma attuale nel 1843
- Porta Castiglione, rimaneggiata nel XV secolo
- Porta San Mamolo, demolita nel 1903
- Porta Saragozza, ricostruita nella forma attuale tra il 1845 e il 1847
- Porta Sant'Isaia, detta anche Porta Pia, costruita nel 1568 e demolita nel 1903
- Porta San Felice, rimaneggiata nel 1508
- Porta delle Lame, ricostruita nel 1677
- Porta Galliera, ricostruita tra il 1659 e il 1661
- Porta Mascarella, rimaneggiata nel XVI secolo
- Porta San Donato, rimaneggiata nel XV secolo
- Porta San Vitale, privata dell'avancorpo nel 1952

Porte della terza cerchia ancora esistenti
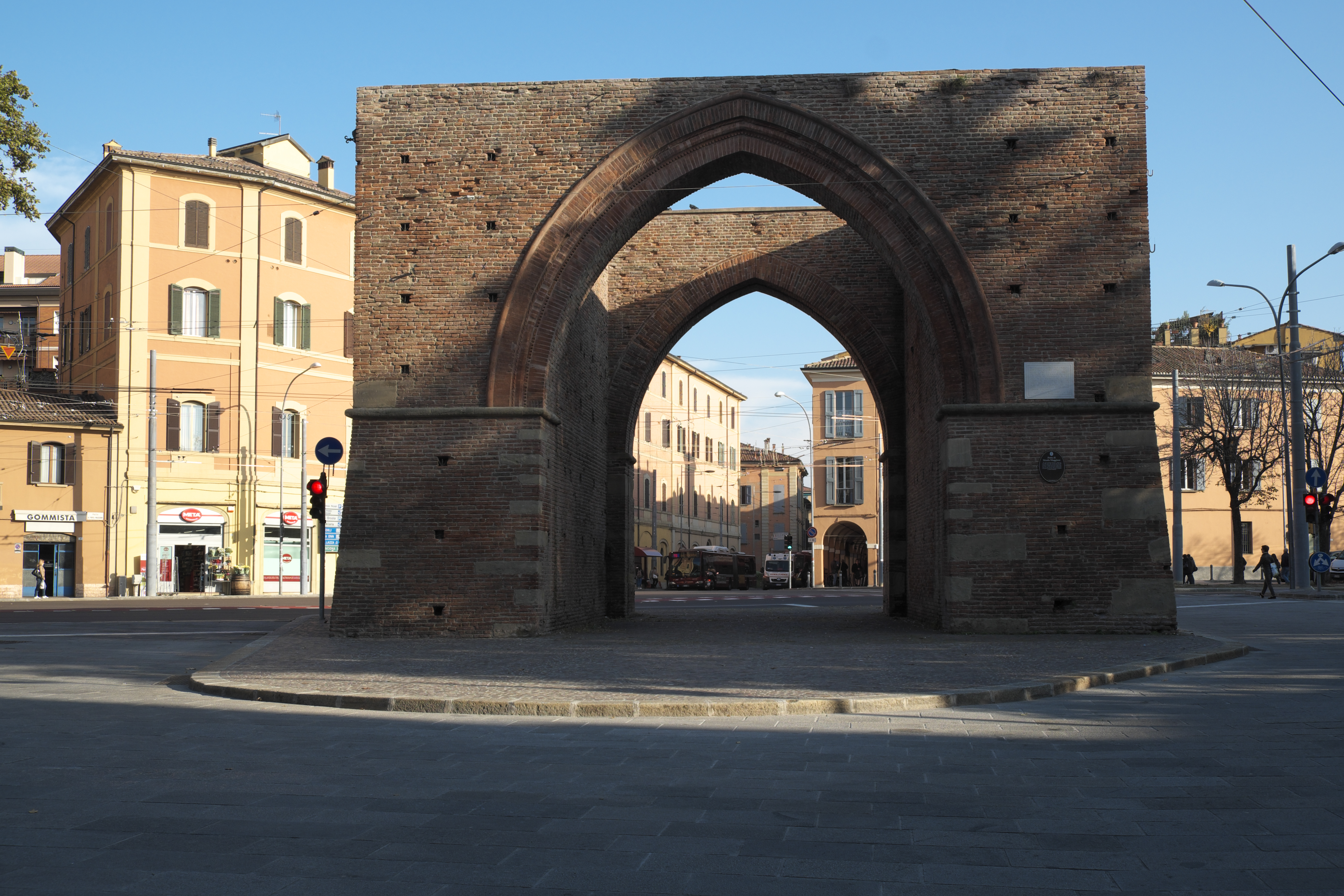
Porta Maggiore (o Mazzini)
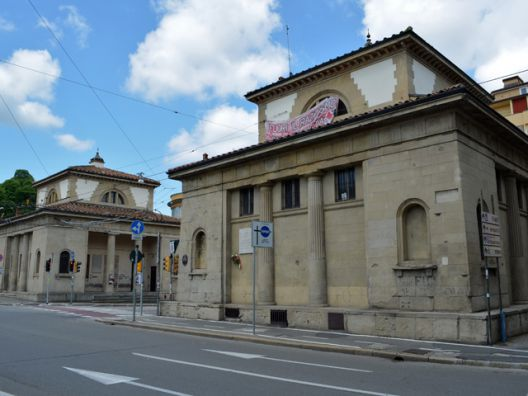
Porta Santo Stefano
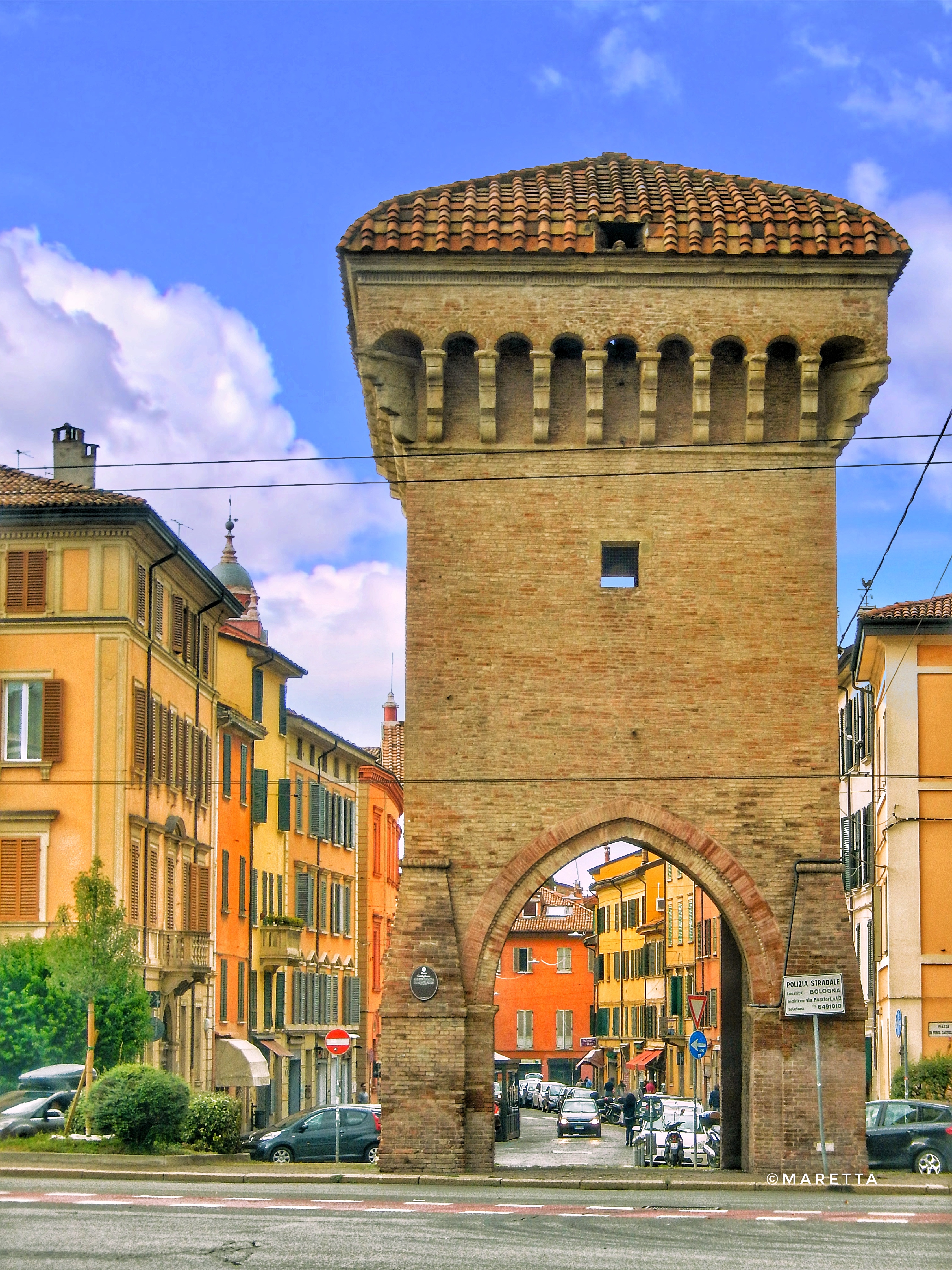
Porta Castiglione
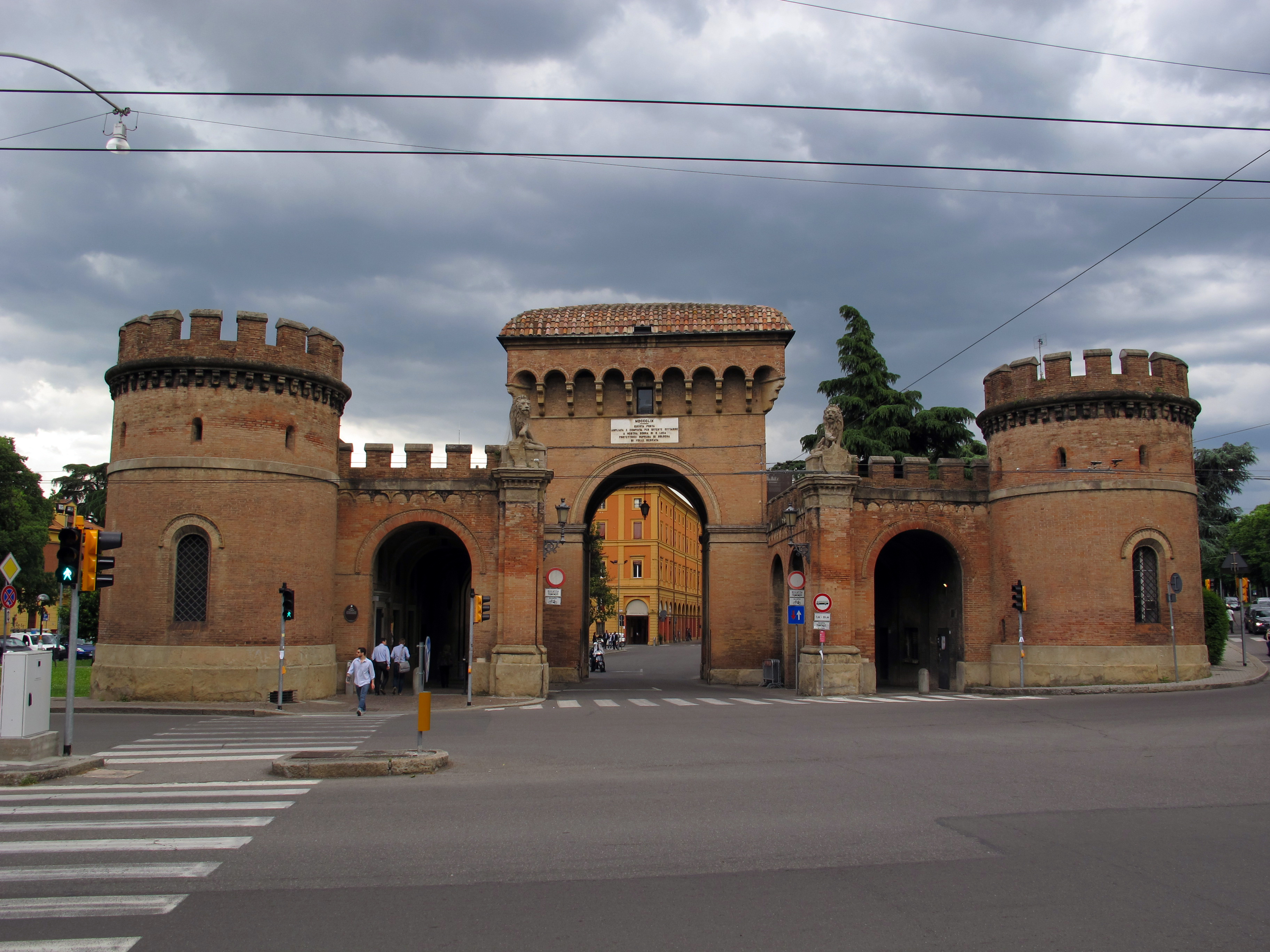
Porta Saragozza
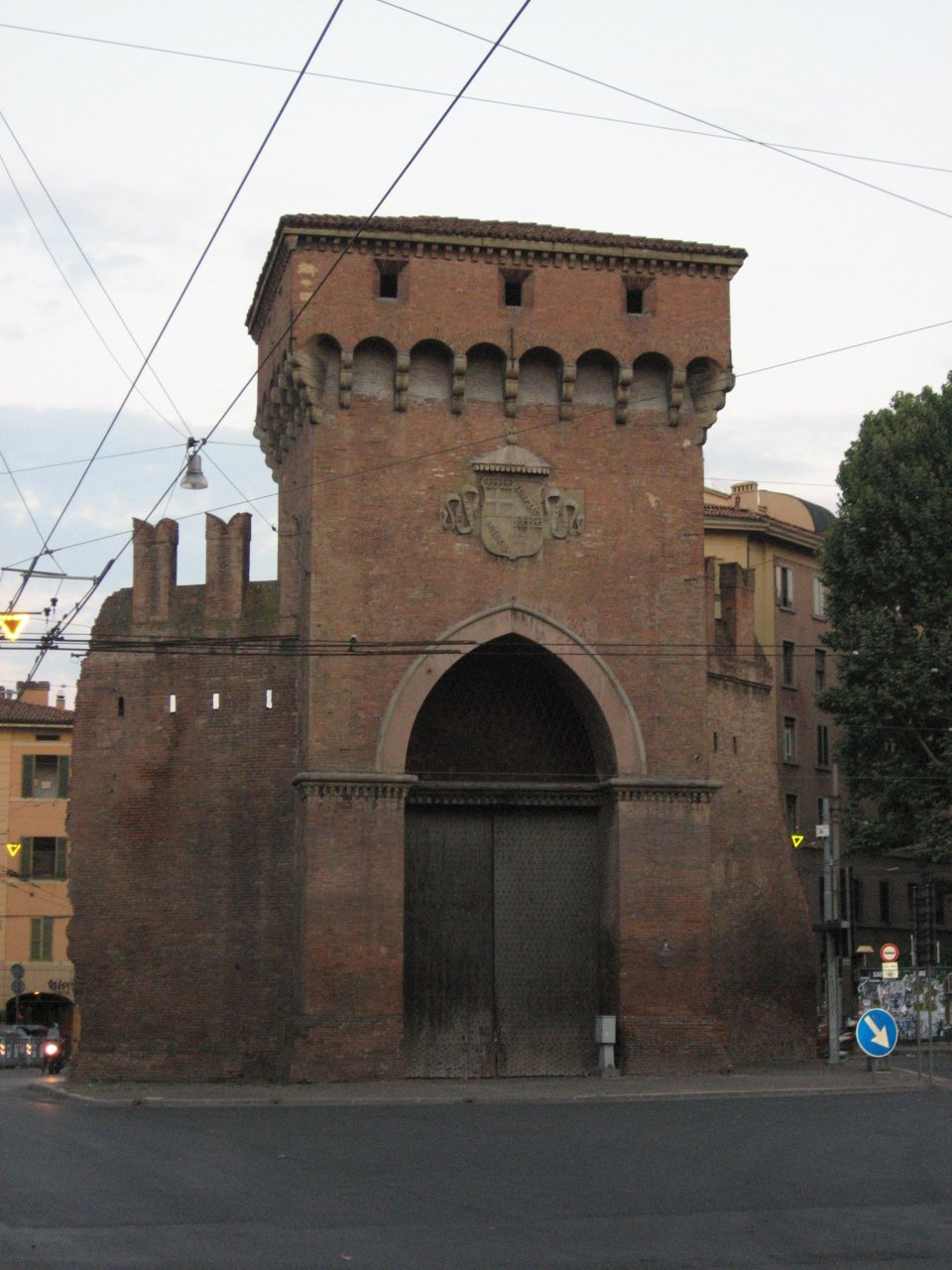
Porta San Felice
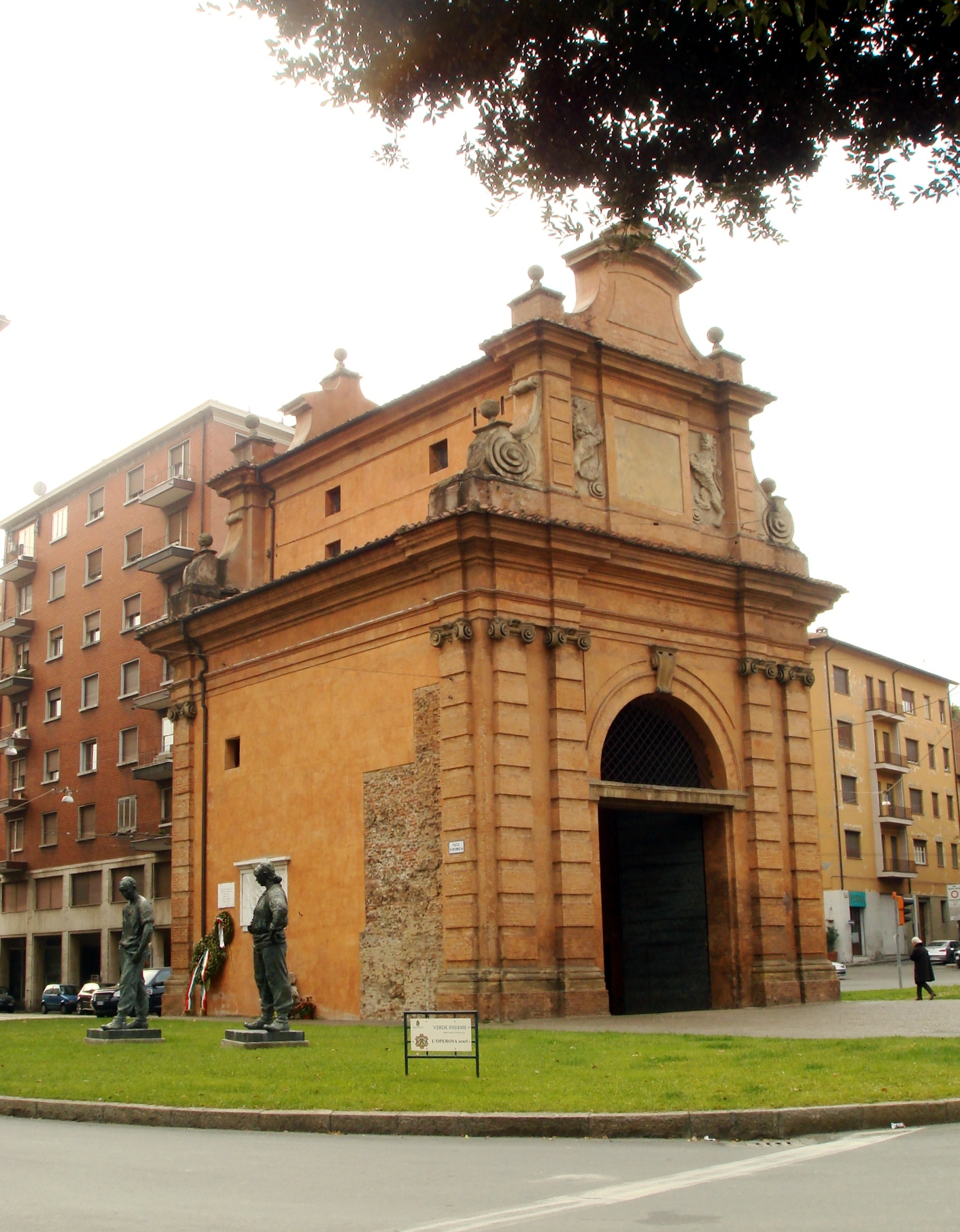
Porta delle Lame
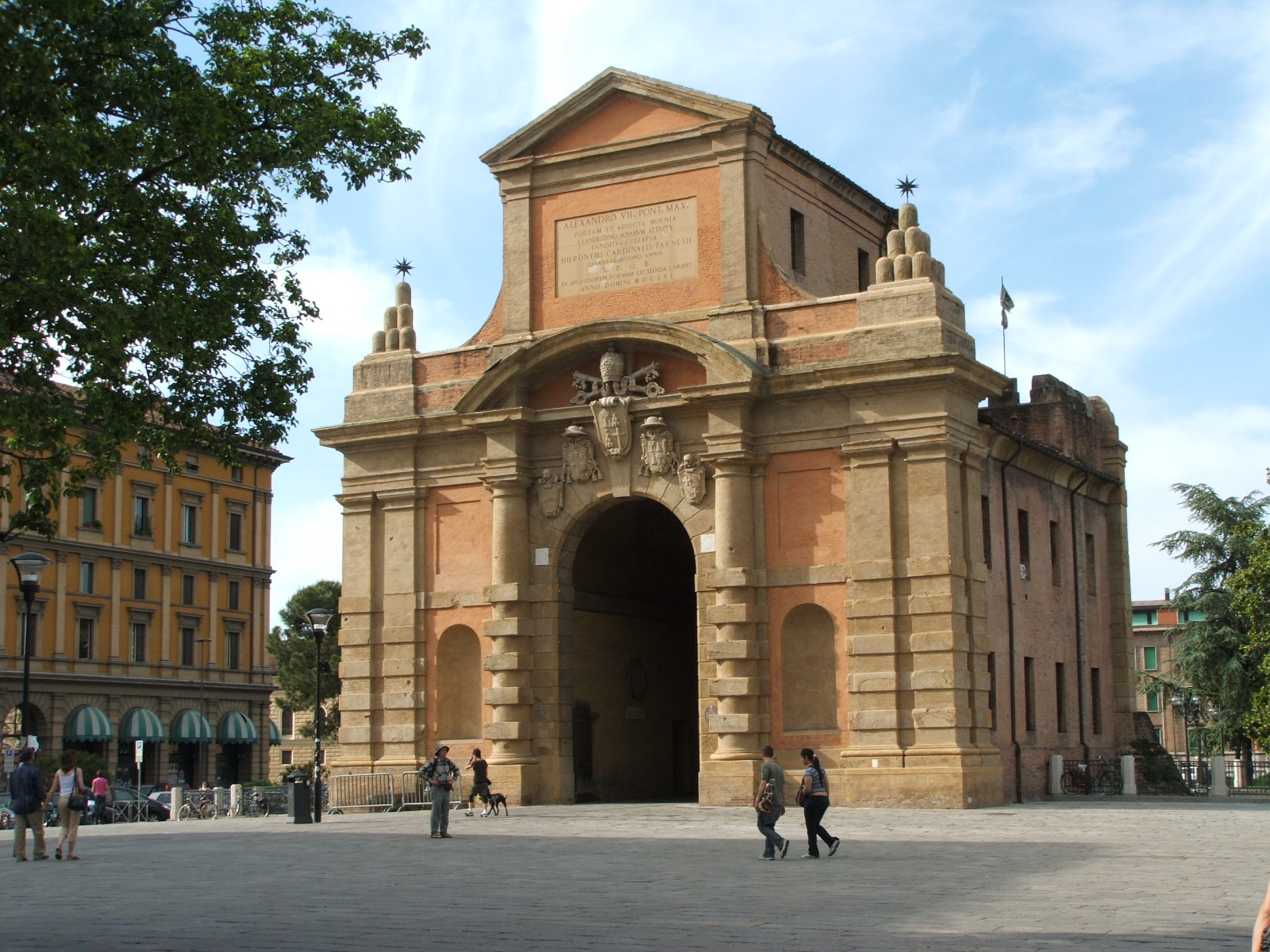
Porta Galliera
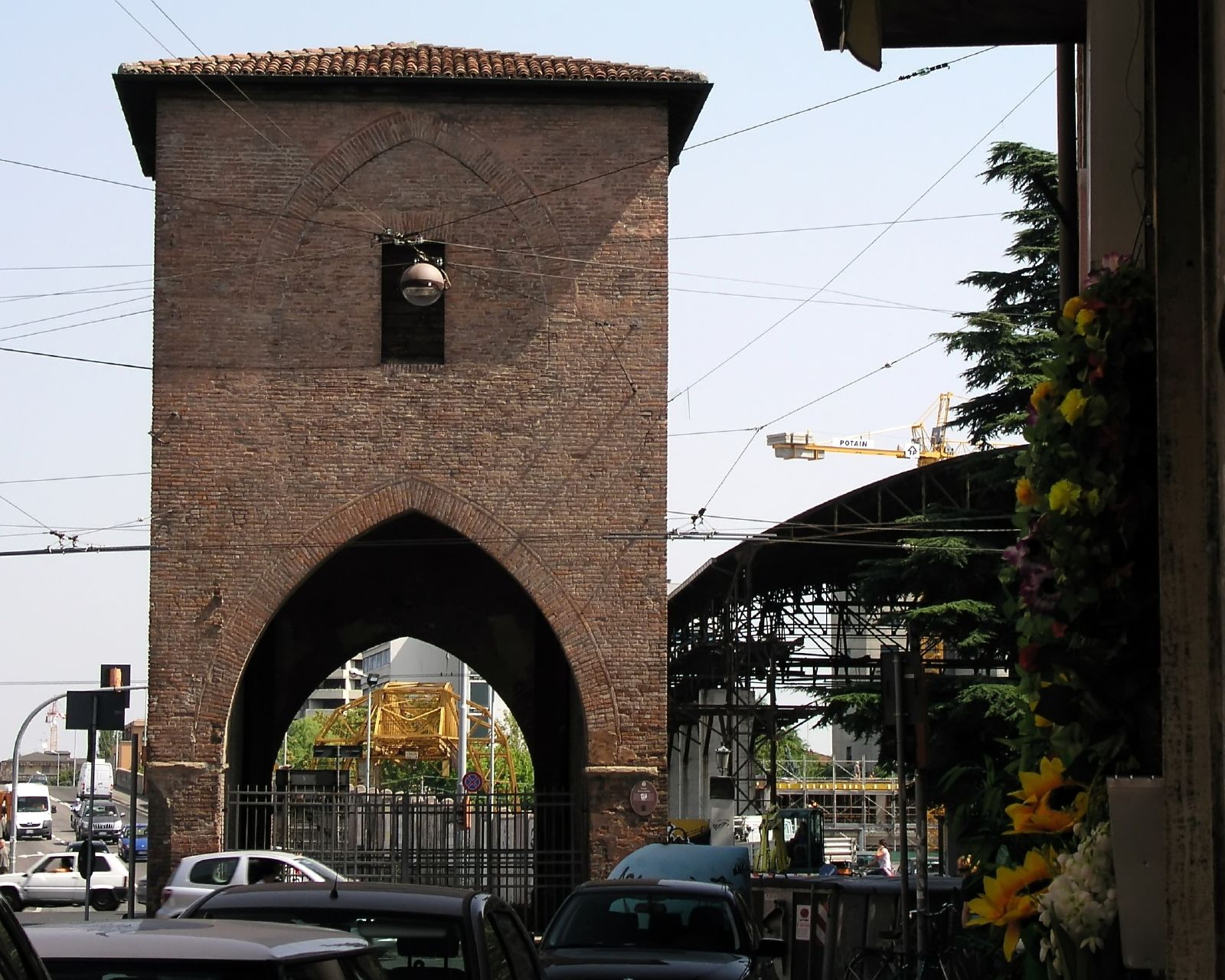
Porta Mascarella
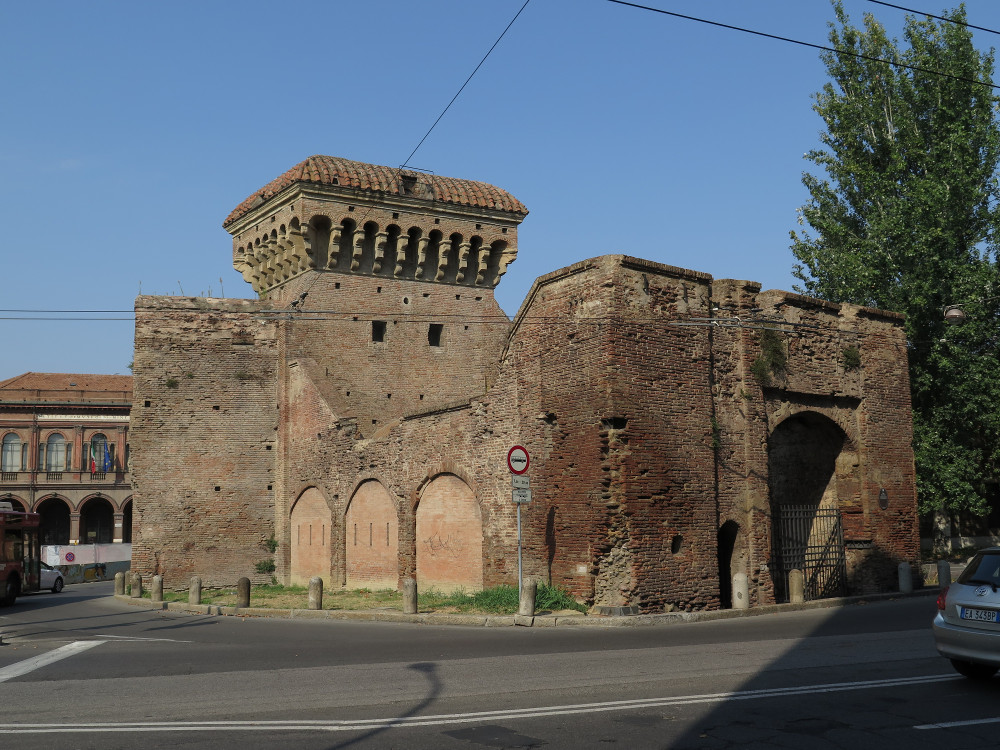
Porta San Donato
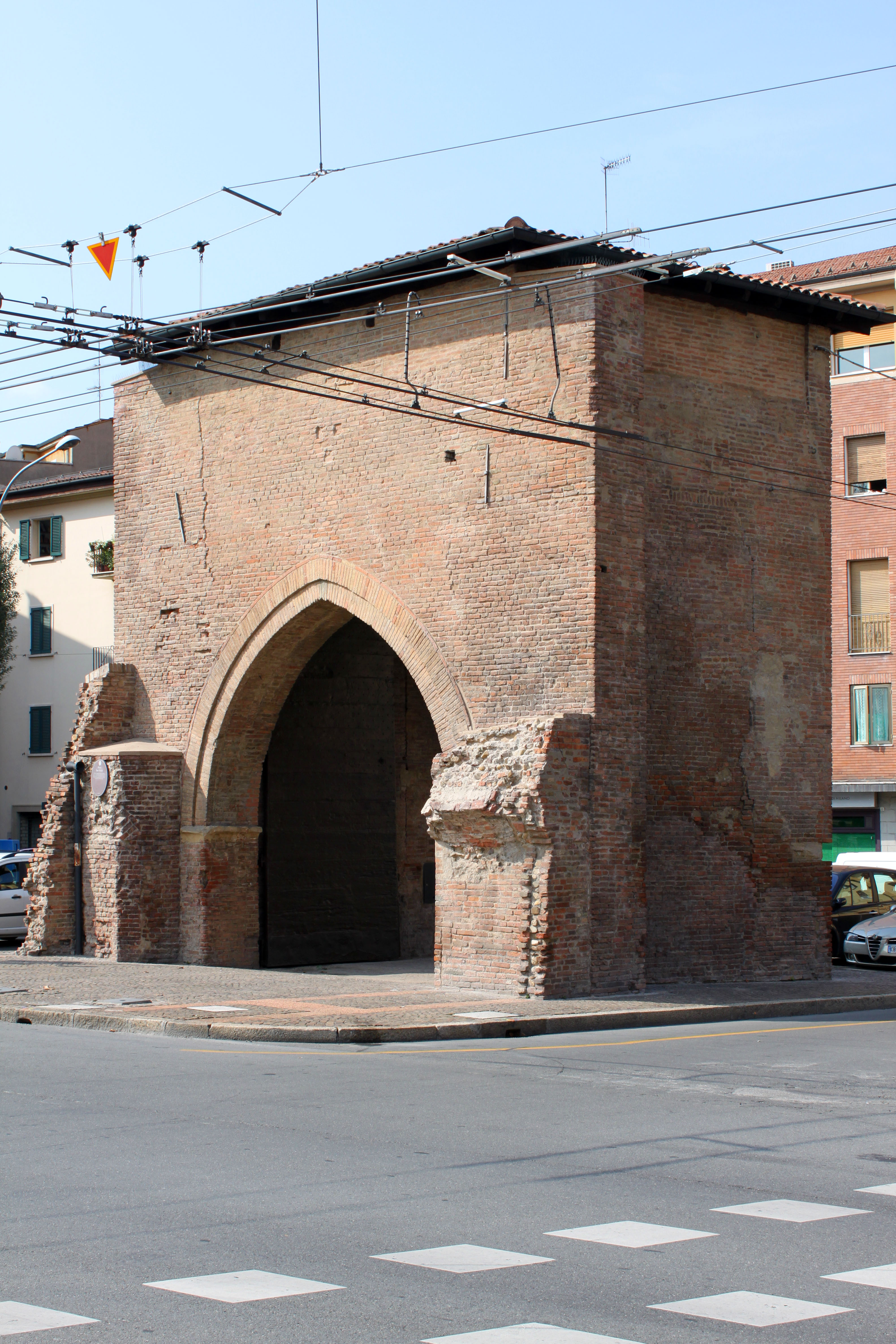
Porta San Vitale

Originariamente, in corrispondenza di via del Pratello, si apriva una tredicesima porta, detta porta Peradelli (o "del Peradello", dal nome originario del rione, "Borgo Peradello"), la quale fu serrata nel 1445, in seguito ai disordini connessi all'uccisione di Annibale I Bentivoglio. Tracce dell'arcata della porta sono tuttora visibili sul lato esterno delle mura. Al fine di offrire un varco occidentale in sostituzione alla serrata "porta del Peradello" fu aperta nel 1568 porta Sant'Isaia.
I lavori svolti fra il 2007 e il 2009 sono stati il primo intervento di restauro scientifico eseguito su questi monumenti. Le analisi preventive hanno individuato sei periodi di edificazione e ricostruzione. La fase di edificazione, risalente al XIII secolo, è stata individuata in tutte le porte (ad eccezione dei casseri di S. Stefano ricostruiti nel XIX secolo), caratterizzata da una sostanziale analogia costruttiva delle murature, probabilmente opera di maestranze unitarie.
Il restauro ha permesso di identificare le diverse fasi di rimaneggiamento: ad esempio sono emerse tracce degli avancopri costruiti nel XIV secolo, tracce di intonaci di colore giallo nei torrioni e rosato nei corpi, applicati tra il XV e il XVI secolo, le rifaciture Ottocentesche e porzioni di muratura edificati in appoggio alle porte durante la demolizione delle mura, realizzate sia con materiale di recupero che con mattoni nuovi.
Il restauro ha coinvolto un totale di 35 operatori ed è stato condotto su tutte le porte in contemporanea. L'intervento è stato distinto in quattro fasi: i consolidamenti, la pulitura, le reintegrazioni e i protettivi.
Le zone più degradate erano le parti in arenaria. I metodi adottati per i consolidamenti sono stati differenziati: dalla imbibizione con silicato di etile all'iniezione localizzata di resine acriliche o bicomponenti. A porta Santo Stefano è stato sperimentato l'uso di una macchina operante l'intrusione del materiale consolidante sfruttando la forte depressione provocata da una pompa a vuoto.
Anche la pulitura è stata differenziata: impacchi con miscele di prodotti basico-solventi, microsabbiatura unita ad un sistema con acqua a pressione controllata, lavaggi con acqua atomizzata e l'uso di vibroscalpelli e ablatori ad ultrasuoni. Durante le fasi di pulitura di Porta Santo Stefano sono emerse le tracce di alcune indicazioni stradali dipinte a pennello della seconda guerra mondiale, alcune delle quali in lingua tedesca, che erano state nascoste da scritte vandaliche e interventi di tinteggiatura. Le reintegrazioni delle murature sono state eseguite usando malte composte in loco, cocciopesto o polvere di marmo. Per salvaguardare i restauri, sono stati stesi su tutte le superfici dei protettivi idrorepellenti.
La prima modifica significativa al progetto duecentesco risale al XIV secolo, con l'edificazione di avancorpi di protezione dei ponti levatoi, tuttora conservati a Porta San Donato e Mascarella. Tra il XV e il XVI secolo le porte assunsero un carattere di rappresentanza, subendo rimaneggiamenti che in alcuni casi alterarono il carattere duecentesco. Nel 1568 fu aperta porta Sant'Isaia, rimpiazzando il varco chiuso del Pratello. Gli interventi più significativi nei secoli successivi (XVIII e XIX secolo) furono le risistemazioni delle Porte San Felice e Castiglione e la realizzazione ex novo di Porta Santo Stefano.

### Il piano di abbattimento
Tra il 1902 e il 1906, le mura della terza cerchia furono abbattute seguendo le direttive del piano regolatore redatto nel 1889. I sostenitori dello smantellamento ritenevano infatti quelle mura un limite per lo sviluppo cittadino e - a causa del loro stato di decadenza - un problema per il decoro e la salubrità del centro. Essi si rifacevano ai modelli urbanistici di fine Ottocento, come quello che il Barone Haussmann aveva applicato al centro cittadino di Parigi per conto di Napoleone III (facendo letteralmente piazza pulita dell'antica città medievale) e, soprattutto, a quello di Vienna, dove per ordine dell'imperatore Francesco Giuseppe I la cerchia di mura medievale venne demolita e sostituita dalla Ringstraße.
Tuttavia, le principali motivazioni a spingere verso questa soluzione erano soprattutto sociali ed economiche: a causa dello stallo nelle costruzioni edilizie, molti muratori erano infatti rimasti disoccupati, cosicché appoggiarono caldamente la proposta di smantellamento della cinta, vedendo in essa la tanto aspettata occasione di lavoro. Il comune, inoltre, poté rendere edificabili gli ampi spazi precedentemente occupati dalle mura, dal fossato e soprattutto dal terrapieno, ricavandone ingenti profitti. Su questi terreni sorgono infatti oggi numerose ville e villini, costruiti proprio agli inizi del '900.
Il piano di abbattimento generò aspre polemiche, dividendo l'opinione pubblica cittadina. Da un lato vi erano i cosiddetti "modernisti" (il sindaco Alberto Dallolio, l'intellettuale Rodolfo Pezzoli e la maggioranza del consiglio comunale) favorevoli allo smantellamento delle mura antiche e al piano di riqualificazione secondo i principi dell'urbanistica ottocentesca; dall'altro i "conservatori" (principalmente intellettuali ed esponenti del mondo della cultura, quali Alfonso Rubbiani, Alfredo Oriani, Raffaele Faccioli, Alfredo Baruffi, Romualdo Panti e pochi altri), convinti che il valore storico ed architettonico delle mura medievali ne giustificasse il loro mantenimento, e che una riqualificazione della zona dovesse piuttosto avvenire attraverso il miglioramento del sistema fognario e la regolamentazione delle cubature degli edifici.
Il piano del Comune includeva anche l'abbattimento delle dodici porte ma, grazie anche all'intervento di Alfonso Rubbiani e di Giosuè Carducci, che si posero a difesa del loro interesse storico e artistico, furono salvate quasi tutte ad eccezione di porta San Mamolo e porta Sant'Isaia. Per quanto anticamente considerata, come dice il nome, la più importante tra le porte bolognesi, fu avviato lo smantellamento anche di porta Maggiore, ma la sua demolizione fu sospesa in seguito alla scoperta, al di sotto della costruzione settecentesca, della porta duecentesca visibile oggi.

### Il progetto di restauro
Fra il 2007 e il 2009 è stato svolto un restauro delle porte superstiti che, con il contributo di un istituto di credito bolognese, ha coinvolto personalità del mondo della cultura e dello spettacolo della città.
In concomitanza del restauro, si sono succedute sulle opere provvisionali delle porte alcune immagini e frasi dedicate alla città da parte di personaggi del mondo della musica e dei ragazzi delle scuole bolognesi.